# Edward Platt
Pour les articles homonymes, voir Platt.
Edward Platt est un acteur américain, né le 14 février 1916 à Staten Island, État de New York, et mort le 19 mars 1974 à Santa Monica, Californie.

## Filmographie

### Cinéma
- 1949 : Allez coucher ailleurs (I Was a Male War Bride) de Howard Hawks : Le lieutenant dans le bureau de Gates
- 1955 : La Fureur de vivre (Rebel Without a Cause) de Nicholas Ray : Ray Fremick
- 1955 : Ange ou Démon (The Shrike) de José Ferrer : Harry Downs
- 1955 : Le Tigre du ciel (The McConnell Story) de Gordon Douglas : Instructeur du corps médical
- 1955 : Le témoin à abattre (Illegal) : Ralph Ford
- 1955 : Sincerily Yours : Dr Eubank
- 1956 : Coup de fouet en retour (Backlash) de John Sturges : Sherif J.C. Marson
- 1956 : The Lieutenant Wore Skirts : Major Dunning
- 1956 : La Loi des gangs (The Steel Jungle) : Juge Wahller
- 1956 : Serenade : Everett Carter
- 1956 : Écrit sur du vent (Written on the Wind) de Douglas Sirk : Dr Paul Cocchrane
- 1956 : Le Shérif (The Proud Ones) : Dr Barlow
- 1956 : Au cœur de la tempête (Storm Center) de Daniel Taradash : Rev. Wilson
- 1956 : L'Enquête de l'inspecteur Graham (The Unguarded Moment) : Avocat Briggs
- 1956 : La Vengeance de l'indien (Reprisal !) de George Sherman : Neil Shipley
- 1956 : Rock, Pretty, Baby : Thomas Daley
- 1956 : The Great Man de Aaron Rosenberg : Dr O'Connor
- 1957 : La Robe déchirée (The Tattered Dress) de Jack Arnold : Ralph Adams, reporter
- 1957 : La Femme modèle (Designing Woman) de Vincente Minnelli : Martin J. Daylor
- 1957 : Les Amours d'Omar Khayyam (Omar Khayyam) de William Dieterle : Jayhan
- 1957 : La Cage aux hommes (House of Numbers) de Russell Rouse : le directeur de la prison
- 1957 : Pour elle un seul homme (The Helen Morgan Story) : Johnny Haggerty
- 1957 : Le Repaire d'Aigle noir (Oregon Passage) : Roland Dane
- 1958 : La Femme que j'aimais (The Gift of Love) de Jean Negulesco : Dr Jim Miller
- 1958 : Raid contre la pègre (Damn Citizen) : Joseph Kosta
- 1958 : L'Amour coûte cher (High Cost of oving) de José Ferrer : Eli Cave
- 1958 : Summer Love : Dr Thomas Daley
- 1958 : Duel dans la Sierra (The Last of the Fast Guns) : Sam Grypton
- 1959 : Le Salaire de la violence (Gunman's Walk) : Purcell Avery
- 1959 : The Rebel Set : Mr Tucker/Mr. T
- 1959 : La Mort aux trousses (North By Northwest)  d'Alfred Hitchcock : Victor Larrabee
- 1959 : Ceux de Cordura (They came to Cordura) de Robert Rossen : Col. DeRose
- 1959 : Inside the Mafia (en) d'Edward L. Cahn : Dan Regent
- 1960 : Cet homme est un requin (Cash McCall) de Joseph Pevney : Harrison Glenn
- 1960 : Pollyanna : Ben Tarbell
- 1961 : The Fiercest Heart de George Sherman : Madrigo
- 1961 : The Explosive Generation (en) de Buzz Kulik : Mr Morton
- 1961 : Atlantis, Terre engloutie (Atlantis, the Lost Continent) : Azor, le grand prêtre
- 1962 : Les Nerfs à vif (Cape Fear) de J. Lee Thompson : Juge
- 1963 : Les Astuces de la veuve (A Ticklish Affair) : Capitaine Hitchcock
- 1963 : Les Fauves meurtriers (Black Zoo) : Chef des détectives Rivers
- 1964 : La Patrouille de la violence (Bullet for a Badman) : Tucker
- 1965 : The Man from Button Willow (en) de David Detiege : (Voix)

### Télévision
- 1954 - 1955 : Four Star Playhouse : Freddie / Le chef de la police / Dr. Max Fine
- 1955 : Gunsmoke : Mr. Burgess
- 1956 : Cavalcade of America (en)  : Dr. Victor E. Banner
- 1956 : Crusader : Chef Harmon
- 1956 - 1957 : State Trooper : Stanley Andrews / John Wilbur Mason
- 1957 : On Trial : Bascomb
- 1957 : Sheriff of Cochise : Harry Conlon/Mike Condini
- 1957 : Goodyear Theatre : Lietuenant
- 1957 : Soldiers of Fortune : Yusef
- 1957 : Whirlybirds : Warden Horner
- 1957 - 1959 : Letter to Loretta : Henry / Sutter
- 1958 - 1959 : Trackdown : Shérif Harper / George Mason / Adam Madson
- 1958, 1962 - 1963 : Tales of Wells Fargo : Doc Bell
- 1959 : Intrigues à Hawaï (Hawaiian Eye) : Dr. Wallace Oliver
- 1959 : Rawhide : Jason Clark
- 1959 : Bat Masterson : Roy Evans
- 1959 : Bonne chance M. Lucky (Mr. Lucky) : Henry Praiswater
- 1959 : The Lawless Years : Nick Sarecki
- 1959 - 1960 : 77 Sunset Strip : Mr Jacobin / Steve Jennings
- 1959, 1960 et 1962 : La Grande Caravane (Wagon Train) : Matthew Sinclair / Orbio de Costa / Cyrus Bolton
- 1960 : Men into Space (en)  : Dr. Luraski
- 1960 : Perry Mason  : Cmdr. Driscoll / Tom Stratton
- 1960 : Les Aventuriers du Far-West (Death Valley Days) : Frank Graves
- 1960 : Peter Gunn  : James Crawford
- 1960 : Dante  : Paul Horgan
- 1960, 1962 - 1963 : Bonanza  : Harvey Bufford / Wade / Will Flanders
- 1961 : The Deputy : Noah Harper
- 1961 : Thriller : James Weeks
- 1961 : Alfred Hitchcock présente (Alfred Hitchcock presents) : Mr. Henshaw
- 1961 : La quatrième dimension (The Twilight Zone) : Docteur
- 1961 : Surfside 6 (en) : Phil Malloy
- 1961 : Whispering Smith  : Shérif Sam Aikens
- 1961 : Le Jeune Docteur Kildare : Dr. Tom Paulson
- 1962 : Bronco  : Shérif Ben Lockwood
- 1962 : L'Homme à la carabine (The Rifleman) : Sen. Borden
- 1963 : Les hommes volants (Ripcord) (Série TV) : Jake Miller
- 1963 : Johnny Shiloh (téléfilm) : General Thomas
- 1963 : Hôpital central (General Hospital) : Dr. Miller
- 1963 - 1964 : Au-delà du réel (The Outer Limits) : Dean Radcliffe / Mr. Terrence / David Hunt
- 1963 - 1964 : Arrest Trial : Juge Kenneth W. Browne
- 1964 : Petitcoat Junction : General Patterson
- 1964 : Le Virginien (The Virginian) : Stuart Brynmar
- 1964 : L'Homme à la Rolls (Burke's Law) : Capt. Frank Metcalfe
- 1964 : Voyage au fond des mers (Voyage to the Bottom of the Sea) : Morgan
- 1964 : Breaking Point : Pat Callahan
- 1965 - 1970 : Max la Menace  de Mel Brooks et Buck Henry : Chef
- 1970 : The Governor & J.J. (en)  : Orrin Hacker
- 1970 : Ma sorcière bien-aimée (Bewitched)  : Jennings Booker
- 1971 : Drôle de couple (The Odd Couple) : Bill Donnelly
- 1972 : Temperatures Rising  : Bradley
- 1972 : The Snoop Sisters : Julius Nero
- 1974 : Owen Marshall: Counselor at Law : Caldwell